# Darya-i-Noor
Darya-a-Noor (persky دریای نور , tj. Moře světla) je narůžovělý diamant raritní velikosti a světového významu, nalezený v jihovýchodní Indii, v dole Kollur, v oblasti Golkonda ve státě Ándhrapradéš koncem středověku. 

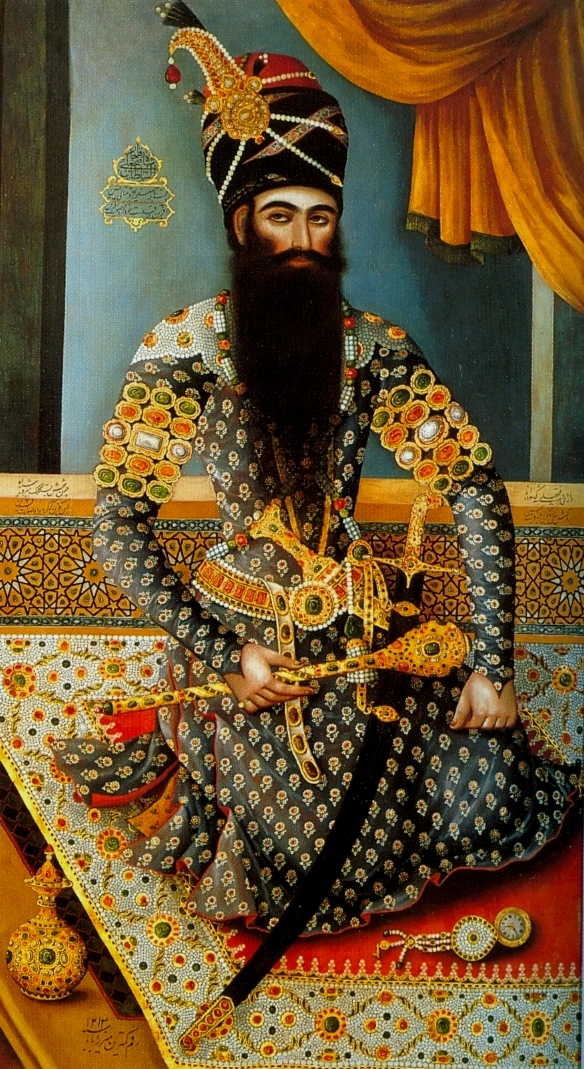
Fát Alí Šáh s diamanty na páskách rukávů, malba z roku 1798

## Historie
Jeho prvým vlastníkem byla dynastie Chaljí v Dillí jmenovitě je doložen sultán Baber (1480-1530), první mogul vládnoucí Indické říši. Darya-a-Noor po staletí neopustil pokladnici mogulů v Dillí. Není vyloučeno, že byl vsazen jako oko do jejich Pavího trůnu.
Roku 1739 diamant při invazi do Indie uloupili Peršané pro Nadara Šáha a odvezli do Teheránu. Po dalších peripetiích a střídání dynastií se stal součástí perských (íránských) korunovačních klenotů. V současné podobě váží 178 karátů, nemá žádné inkluze, je vybroušen do stupňovitého tabulkovce, na jedné facetě lze lupou přečíst rytý perský nápis „Sultan Sahib Qiran, Fath Alí Shah, Qajar,1250“ udávající jméno šáha Fáta Alího a letopočet jeho smrti, v přepočtu na gregoriánský kalendář  1834. Pravděpodobně k této příležitosti byly z původně nebroušené tabulky diamantu dvojnásobné velikosti pro její poškození vybroušeny dva diamanty, z nichž Darya-a-Noor je větší a Koh-i-noor  menší. Francouzský klenotník a obchodník s drahokamy Jean Baptiste Tavernier totiž diamant roku 1642 prozkoumal a ve své publikaci z roku 1676 popsal a nakreslil ještě celou tabulku, ale s odštípnutým rohem. Obdivoval ji jako největší diamant, který kdy viděl. 
V roce 1827 diamant napsal britský velvyslanec v Persii sir John Malcolm, že jde o jeden ze dvou největších světových diamantů. Veřejnost mohla tento diamant poprvé spatřit roku 1851 na Světové výstavě v Londýně. Jde o největší z růžových diamantů na světě. V íránském národním pokladu byl vsazen do zlaté osazny, v níž postupně zdobil pásku na rukávu šáha, nebo byl propůjčován pohlavárům jako vyznamenání. Od roku 1923 jej Rezá Šáh Pahlaví nosil  na  vojenské čepici, jako ústřední kámen v aigrette (broži s chocholem), později své na koruně.

## Popis

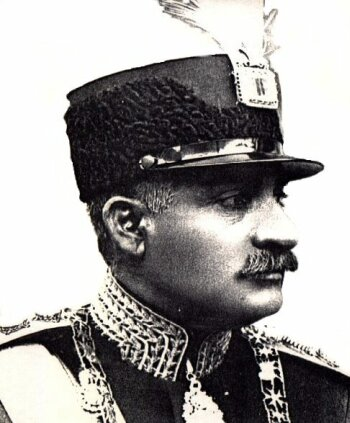
Réza Šáh Páhlaví s diamantem na čepici (1925)

Diamant je průhledný, bez inkluzí, má lehce narůžovělou barvu, výjimečnou čistotu, tabulkový brus, rozměry 41,4 mm x 29,5 mm x 12,15 mm, váží 36 gramů, 182 karátů. Od raného 19. století byl zasazen do zlaté osazny a s ní užíván variabilně. Byl aplikován jako součást zlatého oděvního šperku, na zadní straně opatřen jehlou a háčkem pro připnutí. Jeho rámeček (osazna) je posázen  menšími diamanty s briliantovým brusem i dalšími staršími brusy; v horní části je schéma koruny íránského šáha se dvěma chocholy (aigrettami).  V současnosti je diamant Darya-i-Noor součástí koruny a je vystaven se státními korunovačními klenoty v Teheránu.